# Neiva B
Neiva B "Monitor" é um planador biplace (com dois lugares), com estrutura de madeira e utilizado para instrução primária, projetado e construído no Brasil por José Carlos de Barros Neiva, entre 1945 e 1955.

## Desenvolvimento
O desenvolvimento do B "Monitor" se deu após o final da Segunda Guerra Mundial. Na época, o Brasil conduzia a "Campanha Nacional de Aviação", um programa de reequipamento e incentivo aos aeroclubes e à indústria aeronáutica nacional.
A falta de planadores para substituir a frota brasileira, então composta majoritariamente por aeronaves de projeto alemão da década de 30, era de grande preocupação. Josė Carlos de Barros Neiva desenvolveu um planador que conservava as características do Grunau Baby, extensivamente utilizado no Brasil, porém biplace. O protótipo, de matrícula PP-PCB realizou o primeiro voo em 1945, com seu certificado de tipo emitido em 1946.
A "Campanha Nacional de Aviação" comprou o protótipo e mais 20 unidades para distribuição aos aeroclubes. No final da década de 50, uma variante chamada B "Monitor Modificado" foi construída com um nariz e materiais diferentes.

## Construção
O B "Monitor" é construído basicamente com madeira, configuração de asa alta com caixão central de torção, longarina de freijó (Cordia goeldiana) e cobertura de contraplacado aeronáutico. A seção posterior ao caixão central da asa é coberta com tela.
A aeronave possui um diedro de 0.5° e as asas são unidas à fuselagem com montantes de madeira. Os ailerons são de madeira, cobertos com tela, e os spoilers de madeira localizados apenas no extradorso da asa.
A fuselagem é majoritariamente de madeira, de construção semi-monocoque e tubos de aço na junção asa-fuselagem. O cockpit possui controles duplos, com instrumentação de fábrica no assento dianteiro (embora alguns tenham sido modificados com adição de um painel traseiro). A empenagem é convencional. O trem de pouso fixo possui uma roda atrás do centro de gravidade. A aeronave tem um patim dianteiro com amortecedores de borracha sob compressão. A bequilha não comandável consiste em um patim de aço.

## Variantes

### Neiva B Modificado
Em 1959 Neiva desenvolveu a versão Neiva B "Monitor Modificado", com nariz diferente, cockpit maior e os montantes do Neiva P-56 Paulistinha. A fuselagem passou a ser de tubos de aço soldados, conservando a asa e as empenagens originais. Um exemplar (número de série CTA-02 A-223) foi construído para testes no Centro Técnico Aeroespacial, posteriormente doado ao CVV-CTA.

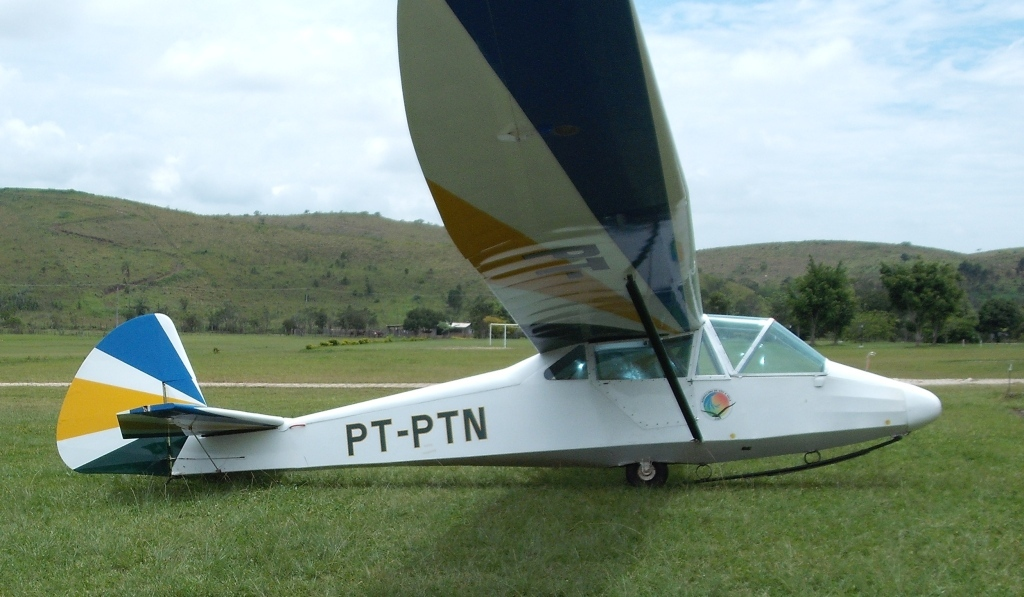
O único Neiva "B modificado" produzido, em operação no CVV-CTA em 2009

## História Operacional
Os B "Monitor" foram distribuídos a diversos aeroclubes e treinaram centenas de pilotos. Muitos recordes brasileiros foram quebrados com o tipo. Até os idos dos anos 2000 ainda era utilizado em aeroclubes, como o CVV-CTA, Rio Claro, Tatuí, Bauru e Brasília.

## Características de voo
O Neiva B possui uma baixa carga-alar, que proporciona boa performance na subida em térmicas e baixa velocidade de estol (52 km/h), facilitando a intrução. As asas, por serem pesadas, possuem muita inércia de rolagem, fazendo os comandos de aileron serem de resposta lenta. Os comandos de profundor e leme, no entanto, têm boa eficácia. O reduzido tamanho dos spoilers resultava no comum uso de glissada durante a aproximação final.

## Especificações
Dados retirados de Jane's All the World's Aircraft 1956/7 The World's Sailplanes:Die Segelflugzeuge der Welt:Les Planeurs du Monde
Características gerais
- Tripulação: 2
- Comprimento 7.1 m (23 ft 4 in)
- Envergadura: 15.86 m (52 ft 0 in)
- Altura: 1.13 m (3 ft 8 in)
- Superfície Alar: 18.4 m2 (198 sq ft)
- Alongametno: 13.67
- Aerofólio: Göttingen 535 - NACA 0009
- Peso Vazio 215 kg (474 lb)
- Max peso de decolagem: 375 kg (827 lb)

Performance
- Velocidade de Stall 52 km/h (32 mph; 28 kn)
- Velocidade Nunca Exceder: 145 km/h (90 mph; 78 kn)
- Limites de g: +5.33 -3.31 at 145 km/h (90.1 mph; 78.3 kn)
- Maxima razão de planeio 18 at 67 km/h (41.6 mph; 36.2 kn)
- Razão de afundamento: 0.78 m/s (154 ft/min) a 55 km/h (34.2 mph; 29.7 kn)
- Carregamento: 20.3 kg/m2 (4.2 lb/sq ft)